# 札幌市電車
札幌市電車（日语：／ Sapporo shiden */?）是由札幌市交通局100%持股的子公司札幌市交通事業振興公社營運的路面電車。辦公室位於札幌市中央區南21条西16丁目。

## 路線資料
- 路線距離：8.90公里
- 軌距：1067毫米
- 車站數目：24
- 雙線路段：全線（除起點站及終點站外）
- 電氣化路段：全線（直流電 600V，高架電纜）

## 歷史
札幌市電車的前身是札幌石材馬車鐵路，而轉變成有軌電車的契機是在1918年8月至9月為慶祝開業50週年的北海道大博覽會。

1927年，當札幌市電車由民營轉為市營時，同時亦開始其黃金時期。在當時，札幌市電車已擁有總長16.3公里的路線及車輛63輛，並且不斷增加新的路線及延長其他路線。1960年代，為了應付因為與鄰近自治區合併而增加的乘客量，開始使用動車組拖車及關節式轉向架等來應付需求。

1972年，由於札幌市將會舉行冬季奧林匹克運動會，市政府決定興建地下鐵路來應付未來需求，而札幌市電車亦開始踏入衰退期。由於乘客數量下降等因素，多條路線在1970年代先後被廢除，期間甚至考慮關閉整個札幌市電車業務，不過在1976年被否決。期後，為了消除赤字，進行了車輛翻新、路線及車站的改變等措施，亦得到不錯成效。

2001年，與函館市電車一同被選為北海道遺產。不過2002年業務再次出現赤字，加上車輛老化的問題，以及未來乘客量等因素，因此出現不少的提議，如：環境保護及都市活化，延長路線，輕鐵化等，來避免再次關閉的危機。2015年12月20日，作為都心線，西4丁目～薄野間再開通。

### 路線延長的動議
有關延長路線的提議，分別在2005年8月及12月舉行會議討論。並於同月提出三個有關連接西4丁目至札幌站的方案。
之後，在2010年1月1日的報告中提及，延伸方案中，候選的主要地區分別是都市中心地區（札幌站～薄野之間）、川東．苗穗地區、桑園地區及山鼻南地區。最終決定、財政預算及具體資料等將會在2010年度中期及更後的時間發表。

### 路線歷史
- 一條線
  - 一條橋～頓宮前～丸井前～西4丁目（已被廢除）
  - 西4丁目～西8丁目～中央區役所前～（分歧）～西15丁目（現存）
  - （分歧）～醫大醫院前～長生園前～琴似街道～圓山公園（已被廢除）
    - 1918年（大正7年）8月12日 - 東2丁目～西15丁目之間開始營業。
    - 1920年（大正9年）1月 - 頓宮前～東2丁目之間開始營業。
    - 1921年（大正10年）12月 - 西15丁目～醫大醫院前之間開始營業。
    - 1923年（大正12年）10月 - 醫大醫院前～西20丁目之間開始營業。
    - 1923年（大正12年）11月 - 西20丁目～琴似街道之間開始營業。
    - 1924年（大正13年）5月 - 琴似街道～圓山公園之間開始營業。
    - 1925年（大正14年）1月 - 一條橋～頓宮前之間開始營業。
    - 日期不明 - 圓山三丁目站被廢除。
    - 1973年（昭和48年）4月1日 - 一條橋～西4丁目、醫大醫院前～圓山公園被廢除。
- 山鼻西線
  - 西15丁目～西線6條～西線9條旭山公園通～西線11條～西線14條～西線16條～纜車入口～電車事業所前～中央圖書館前
    - 1931年（昭和6年）11月 - 以單線形式開始營業。
    - 1950年（昭和25年）12月1日 - 因一條線的分歧部份附近改變路線，西15丁目～南3條（非現存）之間雙線化。
    - 1951年（昭和26年）6月28日 - 西線9條～西線11條雙線化。
    - 1951年（昭和26年）10月5日 - 南3條～南9條、西線11條～西線16條之間雙線化。
    - 1954年（昭和29年）8月 - 西線16條～中央圖書館前之間雙線化。全線雙線化。
- 山鼻線
  - 中央圖書館前～石山通～東屯田通～幌南小學前～山鼻19條～靜修學園前～行啟通～中島公園通～山鼻9條～東本願寺前～資生館小學前～薄野
    - 1923年（大正12年）8月12日 - 薄野～行啟通之間開始營業。
    - 1925年（大正14年）7月 - 行啟通～一中前（現在的靜修學園前）之間開始營業。
    - 1931年（昭和6年）11月21日 - 一中前～師範學校前（現在的中央圖書館前）之間開始營業（單線）。
    - 1954年（昭和29年） - 全線雙線化。
    - 1994年（平成6年） - 創成小學前（現在的資生館小學前）～薄野之間改用中央桿來供應電力。
- 都心線（西4丁目線）
  - 薄野～狸小路～西4丁目（都心線）
  - 札幌駅前～（苗穗線合流→）～札幌格蘭大飯店前～三越前～薄野（西4丁目線・廢止）
    - 1918年（大正7年）8月12日 - 作為停公線開業。
    - 1971年（昭和46年）12月16日 - 札幌車站前～三越前間廢止。和一條線直交的三越前～薄野間的軌道接續西4丁目，環狀化。
    - 1973年（昭和48年）4月1日 - 全線廢止。
    - 2015年（平成27年）12月20日 - 作為都心線，西4丁目～薄野間再開通。

## 停留場列表
現在共有四條路線正在營運。整條路線可以簡稱為「環狀線」。
- 一條線（西4丁目站～西15丁目站）
- 山鼻西線（西15丁目站～中央圖書館前站）
- 山鼻線（中央圖書館前站～薄野站）
- 都心線（薄野站～西4丁目站）

### 車站列表
所有車站都位於札幌市中央區。

由於從西4丁目站步行到薄野站（電車）只需約5分鐘，而從西4丁目站步行到札幌市營地下鐵南北線大通站，又或是從薄野站（南北線）步行到薄野站（電車）更只需步行約1分鐘。因此防止乘客繼續下降，有可能將路線延伸至札幌站。
| 路線名稱 | 停留場編號 | 中文停留場名      | 日文停留場名 | 英文停留場名 | 路線 距離 | 通算 距離 | 接續路線（轉乘指定站） | 所在地                                    |
| -------- | ---------- | ----------------- | ------------ | ------------ | --------- | --------- | --- | ----------------------------------------- |
| 一條線   | SC01       | 西4丁目           |              |              | 0.000     | 0.000     | 札幌市營地下鐵：南北線 …大通（N07） 、薄野（N08） 札幌市營地下鐵：東西線 …大通（T09） 札幌市營地下鐵：東豐線 …大通（H08）、豐水薄野（H09） | 南1條西4丁目                              |
| 一條線   | SC02       | 西8丁目           |              |              | 0.501     | 0.501     | | 南1條西8丁目                              |
| 一條線   | SC03       | 中央區役所前      |              |              | 0.901     | 0.901     | 札幌市營地下鐵：東西線 …西11丁目（T08） | 南1條西10丁目                             |
| 一條線   | SC04       | 西15丁目          |              |              | 1.436     | 1.436     | 札幌市營地下鐵：東西線 …西18丁目（T07） | 南1條西14丁目                             |
| 山鼻西線 | SC04       | 西15丁目          | 0.000        |              |           | 1.436     | 札幌市營地下鐵：東西線 …西18丁目（T07） | 南1條西14丁目                             |
| 山鼻西線 | SC05       | 西線6條           |              |              | 0.564     | 2.000     | | 南6條西14丁目                             |
| 山鼻西線 | SC06       | 西線9條旭山公園通 |              |              | 0.938     | 2.374     | | 南9條西14丁目                             |
| 山鼻西線 | SC07       | 西線11條          |              |              | 1.308     | 2.744     | | 南11條西14丁目                            |
| 山鼻西線 | SC08       | 西線14條          |              |              | 1.790     | 3.226     | | 南14條西14丁目                            |
| 山鼻西線 | SC09       | 西線16條          |              |              | 2.164     | 3.600     | | 南16條西14丁目                            |
| 山鼻西線 | SC10       | 纜車入口          |              |              | 2.537     | 3.973     | | 南19條西14丁目                            |
| 山鼻西線 | SC11       | 電車事業所前      |              |              | 2.873     | 4.309     | | 南21條西14丁目                            |
| 山鼻西線 | SC12       | 中央圖書館前      |              |              | 3.154     | 4.590     | | 南22條西13丁目                            |
| 山鼻線   | SC12       | 中央圖書館前      | 0.000        |              |           | 4.590     | | 南22條西13丁目                            |
| 山鼻線   | SC13       | 石山通            |              |              | 0.331     | 4.921     | | 南22條西11丁目                            |
| 山鼻線   | SC14       | 東屯田通          |              |              | 0.612     | 5.202     | | 南22條西9丁目                             |
| 山鼻線   | SC15       | 幌南小學校前      |              |              | 1.023     | 5.613     | | 南21條西7丁目                             |
| 山鼻線   | SC16       | 山鼻19條          |              |              | 1.281     | 5.871     | | 南19條西7丁目                             |
| 山鼻線   | SC17       | 靜修學園前        |              |              | 1.697     | 6.287     | 札幌市營地下鐵：南北線 …幌平橋（N10） | 南16條西7丁目                             |
| 山鼻線   | SC18       | 行啟通            |              |              | 2.028     | 6.618     | | 南14條西7丁目                             |
| 山鼻線   | SC19       | 中島公園通        |              |              | 2.505     | 7.095     | | 南11條西7丁目                             |
| 山鼻線   | SC20       | 山鼻9條           |              |              | 2.848     | 7.438     | 札幌市營地下鐵：南北線 …中島公園（N09） | 南9條西7丁目                              |
| 山鼻線   | SC21       | 東本願寺前        |              |              | 3.161     | 7.751     | | 南7條西7丁目                              |
| 山鼻線   | SC22       | 資生館小學校前    |              |              | 3.592     | 8.182     | | 南4條西6丁目                              |
| 山鼻線   | SC23       | 薄野              |              |              | 3.866     | 8.456     | 札幌市營地下鐵：南北線 …大通（N07）、薄野（N08） 札幌市營地下鐵：東西線 …大通（T09） 札幌市營地下鐵：東豐線 …大通（H08）、豐水薄野（H09）  | 南4條西4丁目                              |
| 都心線   | SC23       | 薄野              | 0.000        |              |           | 8.456     | 札幌市營地下鐵：南北線 …大通（N07）、薄野（N08） 札幌市營地下鐵：東西線 …大通（T09） 札幌市營地下鐵：東豐線 …大通（H08）、豐水薄野（H09）  | 南4條西4丁目                              |
| 都心線   | SC24       | 狸小路            |              |              | 0.247     | 8.703     | 札幌市營地下鐵：南北線 …大通（N07）、薄野（N08） 札幌市營地下鐵：東西線 …大通（T09） 札幌市營地下鐵：東豐線 …大通（H08）、豐水薄野（H09）  | 南3條西4丁目（內環） 南2條西3丁目（外環） |
| 都心線   | SC01       | 西4丁目           |              |              | 0.449     | 8.905     | 札幌市營地下鐵：南北線 …大通（N07）、薄野（N08） 札幌市營地下鐵：東西線 …大通（T09） 札幌市營地下鐵：東豐線 …大通（H08）、豐水薄野（H09）  | 南1條西4丁目                              |

## 已廢除的路線
- 中島線（於1948年8月23日被廢除）
  - 松竹座前～中央寺前～園生橋～市立高女前～中島公園
- 桑園線（於1960年6月1日被廢除）
  - 桑園站通～桑園市場前～桑園站前（單線鐵路）
- 豐平線（於1971年10月1日被廢除）
  - 薄野～4條東1丁目～豐平2丁目～豐平5丁目～豐平8丁目（定山溪鐵路被廢除前的名稱是「豐平站前」）
- 苗穗線（於1971年10月1日被廢除）
  - 札幌大酒店前～（與西4丁目線分歧→）～道廳前～東3丁目～東7丁目～東10丁目～苗穗站前
- 北5條線（於1971年10月1日被廢除）
  - 札幌站前～（與鐵北線分歧→）～中央郵政局前～北5條11丁目～預備學校前～桑園學校通～中央市場通
- 西20丁目線（於1971年10月1日被廢除）
  - 中央市場通～開發建設部前～長生園前
- 西4丁目線（於1973年4月1日被廢除）
  - 札幌站前～（與苗穗線合流→）～札幌大酒店前～三越前～薄野
- 鐵北線（於1974年5月1日被廢除）
  - 札幌站前～（←與北5條線合流）～北大正門前～北大醫院前～北17條～北21條～北24條～北27條～北30條～北33條～北37條～麻生町～新琴似站前

## 使用車輛

### 現役車輛
- 210型：4輛（211～214），1958年製造。
- 220型：2輛（221～222），1959年製造。
- 240型：7輛（241～244、246～248），1960年製造。
- 250型：5輛（251～255），1961年泰和車輛製造。
- M100型：1輛（M101），1961年日本車輛製造。

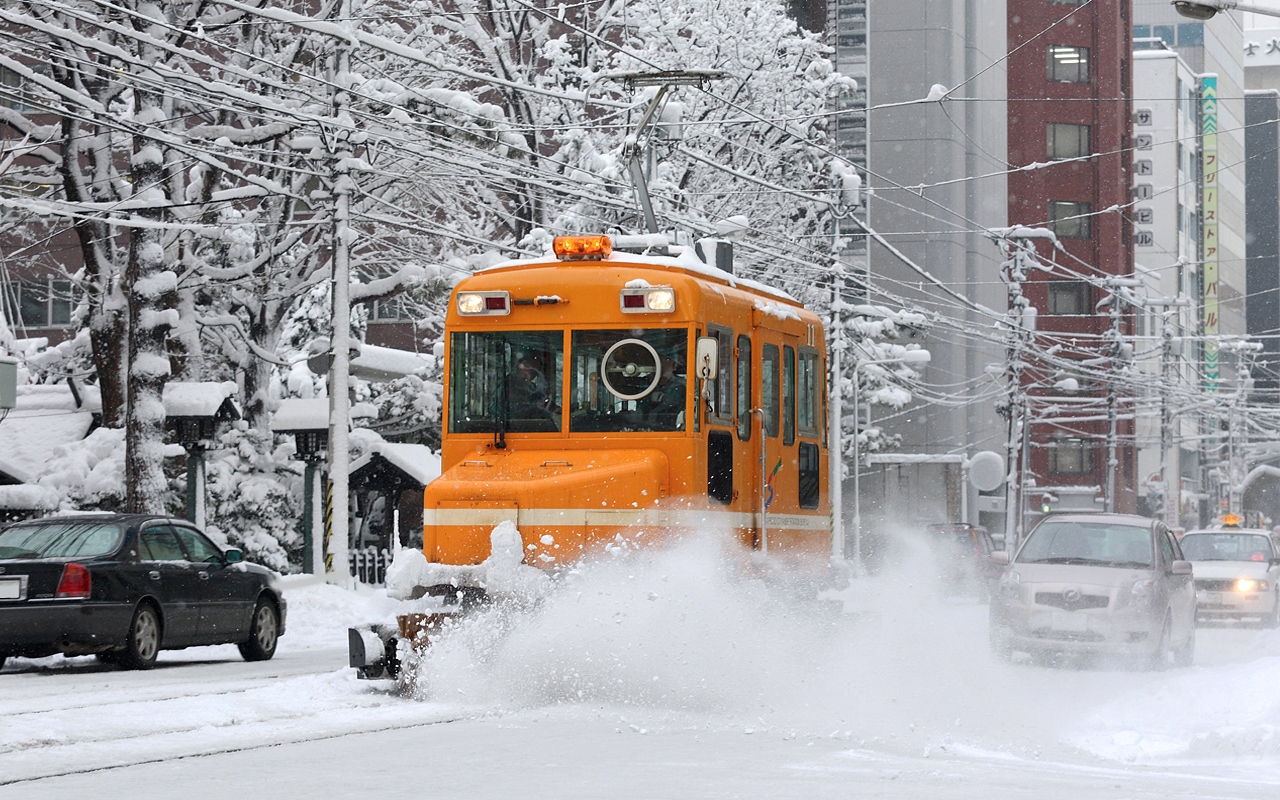
雪11

- 8500型：2輛（8501～8502），1985年製造。為變頻器車輛。
- 8510型：2輛（8511～8512），1987年製造。為8500型增添的預備車。
- 8520型：2輛（8521～8522），1988年製造。為8510型增添的預備車。
- 3300型：5輛（3301～3305），1998年～2001年改造。使用330型的電子零件等的翻新車輛。
- A1200型：1辆（A1201）2012年製造。全長約17m、3車体連接、2台車。定員71名。出入口部的床面高350mm。是札幌市電的車両第一次搭载冷房装置。
- 除雪車輛
  - 雪1型：3輛（雪1～雪3）
  - 雪10型：1輛（第二代．雪11）

## 辦公室、車庫
現在所有車輛都位於南21條西16丁目的電車辦公室車輛中心。以前市內存在過不少辦公室及車庫，不過因路線減少而被廢除。

被廢除的辦公室：
- 幌北辦公室（北24條西5丁目）
  - 幌北車庫內
- 中央辦公室（北4條西3丁目）
  - 位於現在的北海道銀行札幌站前分店附近
- 一條辦公室（南1條西14丁目）
  - 位於舊交通局廳舍附近

被廢除的車庫：
- 中央車庫（南2條西11丁目）
  - 位於現在的中央區役所及札幌王子酒店附近
- 舊幌北車庫（北10條西4丁目）
- 幌北車庫（北24條西5丁目）
  - 位於現在的札幌 SUN PLAZA 附近

## 小說中的札幌市電車
- 卡美拉2：雷吉翁襲來
- Kanon
- - 李炳憲（李秉憲）飾演電車司機。